# Caseta dels Alemanys
La Caseta dels Alemanys de Cervera de la Marenda és un búnquer de les tropes alemanyes, el lloc més al sud d'Europa on va arribar l'exèrcit alemany a la Segona Guerra Mundial.

## Descripció
L'edifici està situat a la part superior més oriental de la cinglera que hi ha entre Portbou i Cervera de la Marenda, on hi ha una molt bona vista de la costa, des del Cap Bear al Cap de Creus.
L'edifici fa cinc per sis metres i s'hi observa una porta i dues finestres. Sobre un petit dipòsit d'aigua hi ha tres graons per pujar a una torre d'observació de dos per dos metres.

## Història
L'edifici es va fer servir durant i després de la Segona Guerra Mundial com a punt d'observació i també s'hi va col·locar una metralladora per actuar contra el contraban marítim.
En concret, la Gestapo va utilitzar el búnquer com a observatori del Mediterrani, la costa del Rosselló i de l'Empordà des del 1940 al 1944.
Walter Benjamin va morir a la propera ciutat de Portbou el 26 de setembre del 1940.

## Galeria d'imatges

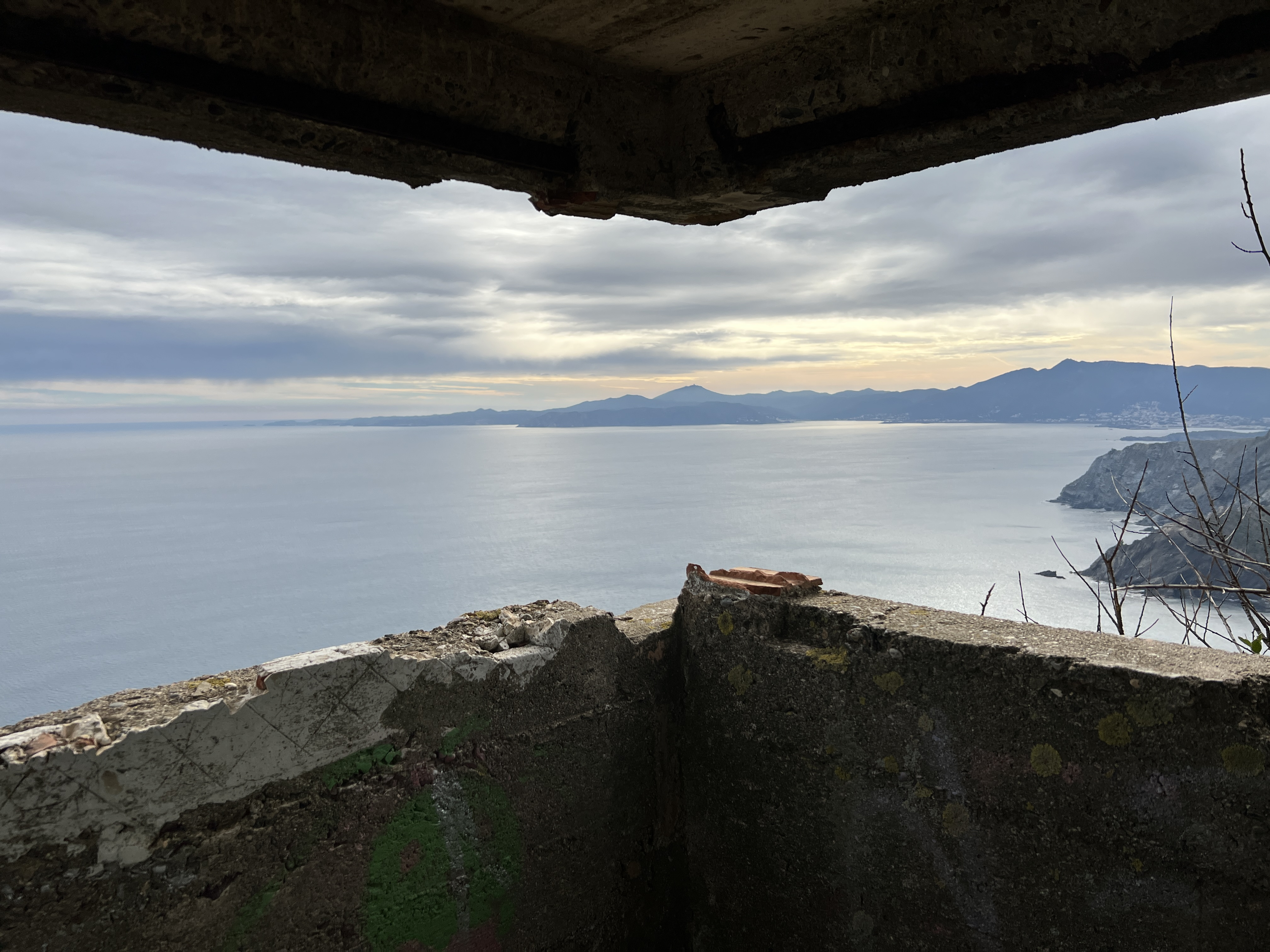
Des de l'edifici hi ha molt bones vistes de la costa
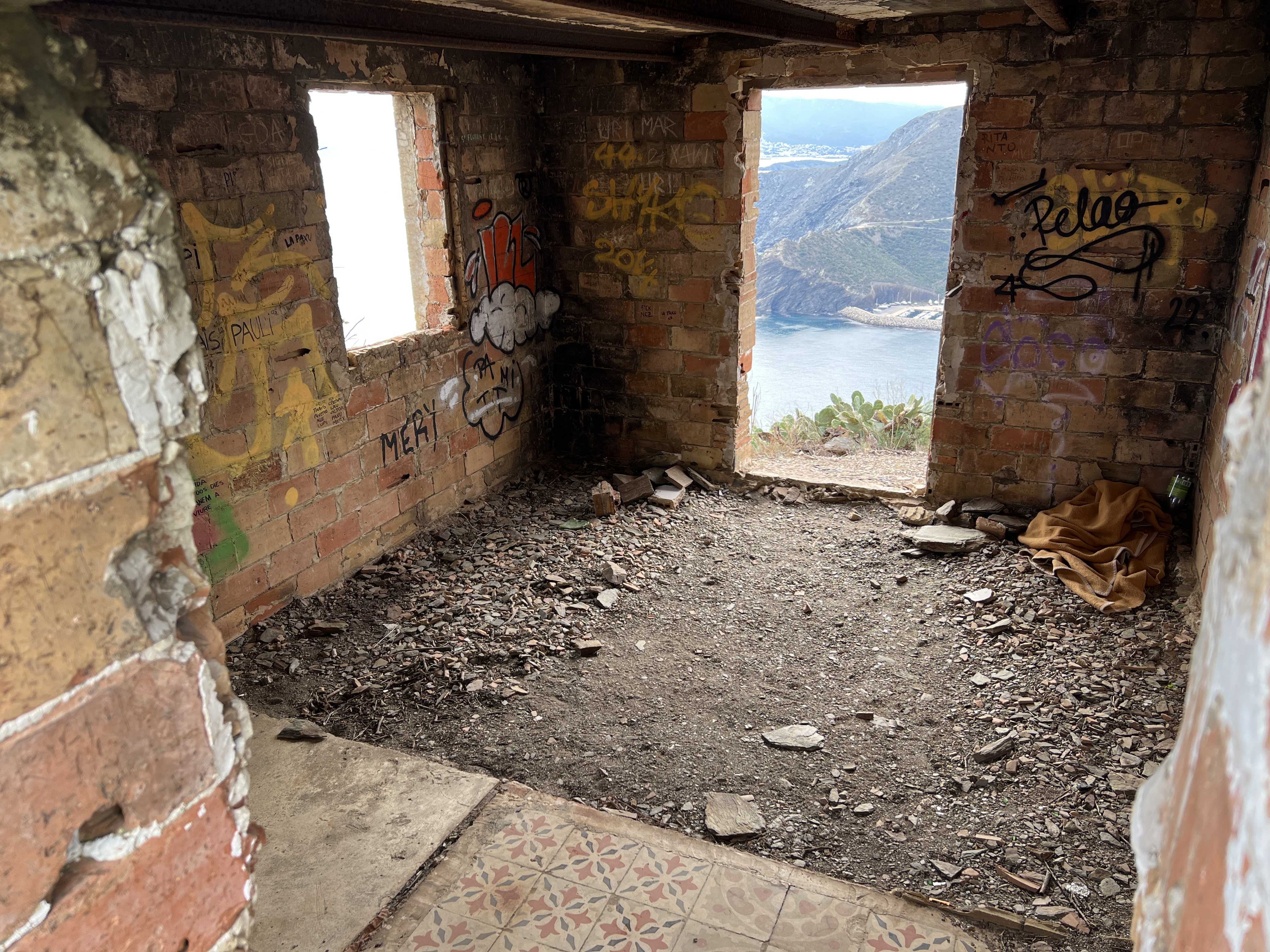
Vista interior de la Caseta dels Alemanys
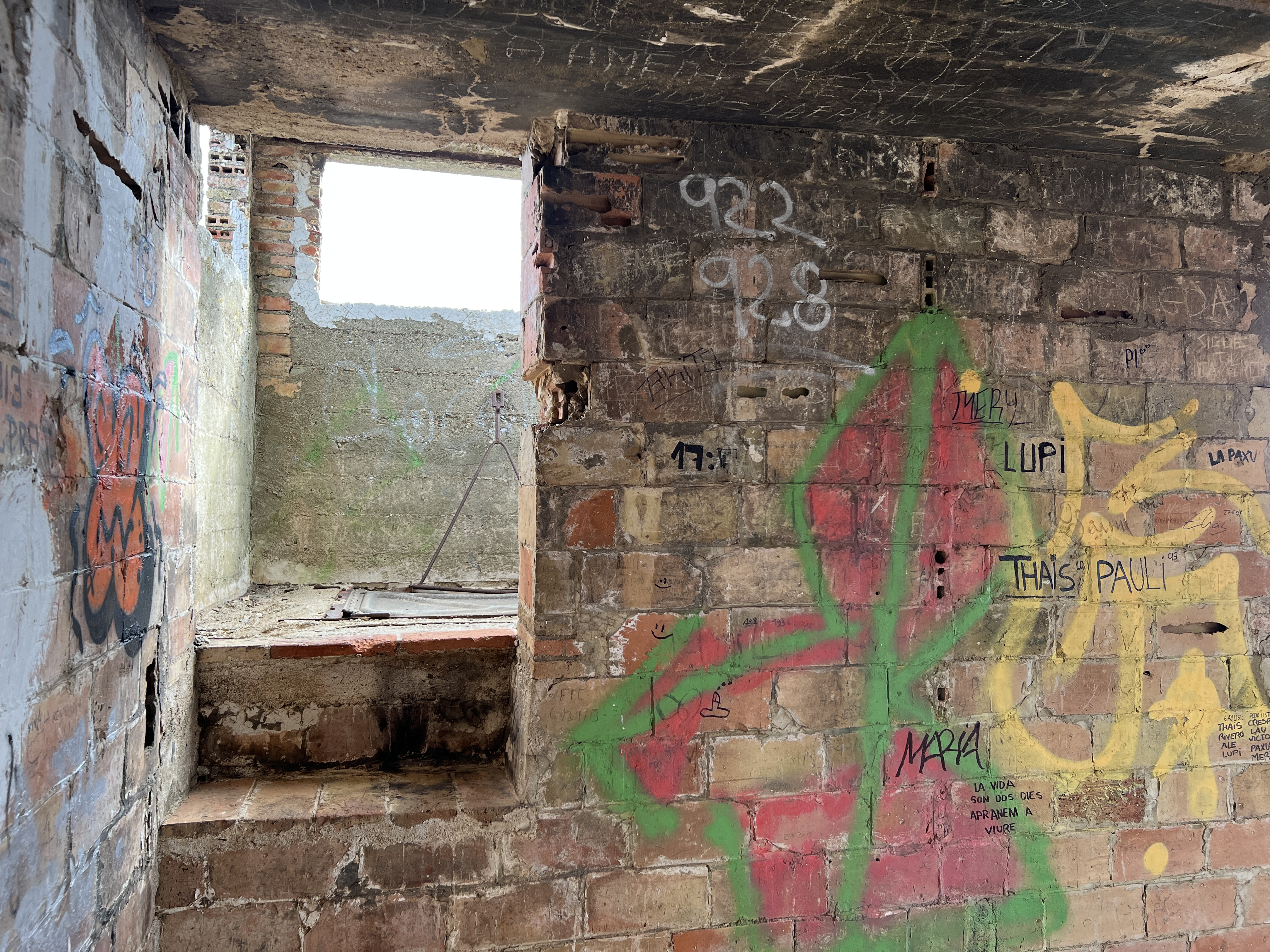
Escales per pujar a la torre d'observació de la Caseta dels Alemanys